# Хожев (Великопольське воєводство)
Хожев (пол. Chorzew) — село в Польщі, у гміні Плешев Плешевського повіту Великопольського воєводства.
Населення — 66 осіб (2011).
У 1975-1998 роках село належало до Каліського воєводства.

## Демографія
Демографічна структура станом на 31 березня 2011 року:
|          | Загалом | Допрацездатний вік | Працездатний вік | Постпрацездатний вік |
| -------- | ------- | ------------------ | ---------------- | -------------------- |
| Чоловіки | 31      | 10                 | 18               | 3                    |
| Жінки    | 35      | 12                 | 20               | 3                    |
| Разом    | 66      | 22                 | 38               | 6                    |